# Eri Lamçja
Eri Lamçja (Jagodinë, 10 marzo 1994) è un ex calciatore albanese, di ruolo attaccante o centrocampista.

## Carriera

### Club
Il 2 gennaio 2017 viene acquistato dalla squadra albanese del Luftëtari.

## Statistiche

### Presenze e reti nei club
Statistiche aggiornate al 23 maggio 2019.
| Stagione         | Squadra          | Campionato       | Campionato | Campionato | Coppe nazionali | Coppe nazionali | Coppe nazionali | Coppe continentali | Coppe continentali | Coppe continentali | Altre coppe | Altre coppe | Altre coppe | Totale | Totale |
| Stagione         | Squadra          | Comp             | Pres       | Reti       | Comp            | Pres            | Reti            | Comp               | Pres               | Reti               | Comp        | Pres        | Reti        | Pres   | Reti   |
| ---------------- | ---------------- | ---------------- | ---------- | ---------- | --------------- | --------------- | --------------- | ------------------ | ------------------ | ------------------ | ----------- | ----------- | ----------- | ------ | ------ |
| 2012-2013        | Elbasani         | KP               | 19         | 4          | CA              | 0               | 0               | -                  | -                  | -                  | -           | -           | -           | 19     | 4      |
| 2013-2014        | Elbasani         | KP               | 18         | 3          | CA              | 0               | 0               | -                  | -                  | -                  | -           | -           | -           | 18     | 3      |
| 2014-2015        | Elbasani         | KS               | 25         | 4          | CA              | 4               | 1               | -                  | -                  | -                  | -           | -           | -           | 29     | 5      |
| Totale Elbasani  | Totale Elbasani  | Totale Elbasani  | 62         | 11         |                 | 4               | 1               |                    | -                  | -                  |             | -           | -           | 66     | 12     |
| 2015-2016        | Teuta            | KS               | 31         | 3          | CA              | 3               | 1               | -                  | -                  | -                  | -           | -           | -           | 34     | 4      |
| lug.-dic. 2016   | Teuta            | KS               | 8          | 0          | CA              | 3               | 0               | UEL                | 1                  | 0                  | -           | -           | -           | 12     | 0      |
| Totale Teuta     | Totale Teuta     | Totale Teuta     | 39         | 3          |                 | 6               | 1               |                    | 1                  | 0                  |             | -           | -           | 46     | 4      |
| gen.-giu. 2017   | Luftëtari        | KS               | 15         | 2          | CA              | 0               | 0               | -                  | -                  | -                  | -           | -           | -           | 15     | 2      |
| 2017-2018        | Luftëtari        | KS               | 30         | 3          | CA              | 3               | 0               | -                  | -                  | -                  | -           | -           | -           | 33     | 3      |
| Totale Luftëtari | Totale Luftëtari | Totale Luftëtari | 45         | 5          |                 | 3               | 0               |                    | -                  | -                  |             | -           | -           | 48     | 5      |
| 2018-gen. 2019   | Drita            | SL               | 4          | 0          | CK              | 0               | 0               | UCL+UEL            | 0+2                | 0                  | -           | -           | -           | 6      | 0      |
| gen.-giu. 2019   | Bylis Ballsh     | KP               | 8          | 3          | CA              | 1               | 0               | -                  | -                  | -                  | -           | -           | -           | 9      | 3      |
| 2019-2020        | Vushtrria        | SL               | 0          | 0          | CK              | 0               | 0               | -                  | -                  | -                  | -           | -           | -           | 0      | 0      |
| Totale carriera  | Totale carriera  | Totale carriera  | 158        | 22         |                 | 14              | 2               |                    | 3                  | 0                  |             | -           | -           | 175    | 24     |